# Манастир Урошевица
Манастир Урошевица је манастир Епархије будимљанско-никшићке Српске православна цркве

## Историја
Манастир је задужбина краља Уроша I Немањића, по коме је и добио име Урошевица.
Манастирска црква посвећена је Светом Архангелу Михаилу. Саграђена је на источној страни брда Урошевице, приљубљена је уз стену. У њој се још чувају остаци живописа из XVII века.
У непосредној близини храма сачувани су остаци темеља манастирског конака. Западно од овог комплекса сачувани су остаци манастирског бедема.
Данас треба да поменемо и то да су мошти Светог цара Уроша, када су понесене из Неродимља са Косова, једно вријеме биле смјештене у манастиру Шудикову, гдје су, највјероватније, биле склоњене. Манастири Шудикова и Урошевица су били повезани путем, којим се и данас може проћи. Између ове двије светиње постоји на десетине испосница у којима су живјели подвижници и монаси. Не зна се, према ријечима Његовог Преосвештенства, до када је овај манастир био активан. Сматра се да је то било до друге сеобе Срба, оног тешког доба турског ропства, када су Турци порушили све светиње на десној обали Лима, осим манастира Подврха.
Настојатељ манастира до своје смрти октобра 2021. био је Јеротеј Калуђеровић.